# Boiron
Boiron (Euronext: BOI), fundada en 1932 por los hermanos Jean y Henri Boiron, es el mayor fabricante de productos homeopáticos del mundo.[cita requerida]
En 1988, Boiron adquiere Laboratorios Homeopáticos de Francia. Radicada en Francia, en Sainte-Foy-lès-Lyon, al oeste de Lyon, donde en 1974 abrió su primera planta de producción. A día de hoy tiene presencia operativa en 50 países. En 2016, la empresa tenía 3710 empleados y un volumen de ventas de 614,4 millones de euros. Actualmente es miembro del índice bursátil francés CAC Small 90.
Boiron España, una de sus 19 filiales, se creó en 1984 y su sede central se encuentra en Madrid. En junio de 2005, la firma adquirió Dolisos Laboratories, entonces el segundo mayor fabricante de preparaciones homeopáticas.
Fuera de España se han presentado y archivado varias demandas colectivas en representación de los consumidores. Estas alegan que dos productos de Boiron, Coldcalm para niños y Oscillococcinum, son ineficaces y la compañía los publicita de manera engañosa.

## Críticas
Las organizaciones educativas sin fines de lucro Center for Inquiry (CFI) y la asociada Committee for Skeptical Inquiry (CSI) han acudido a la Food and Drug Administration (FDA) al criticar el etiquetado y publicidad engañosa de Oscillococcinum. "Una petición reclama que el empaquetado de Boiron para Oscillococcinum nombra que el supuesto ingrediente activo - corazón e hígado de pato- solo en latín. Otra petición reclama que la publicidad web de Boiron del producto insinúa que ha recibido la aprobación de la FDA". Ronald Lindsay, presidente y director ejecutivo y presidente de CFI y CSI, sostiene que "Si Boiron va a vender aceite de serpiente, lo menos que pueden hacer es usar inglés en sus etiquetas".
Una demanda colectiva contra Boiron, presentada en 2011 en representación de "todos los residentes de California que compraron Oscillo en cualquier momento de los últimos cuatro años", presentó cargos que Boiron "promociona falsamente que Oscillo tiene la capacidad de curar la gripe porque contiene un ingrediente activo que afirma que está demostrado que libra de los síntomas de la gripe en 48 horas". La demanda también afirmó que el ingrediente activo nombrado en Oscillococcinum (Oscillo) "en realidad es corazón e hígado de pato Muscovy [...] y no tiene cualidad medicinal conocida". Se llegó a un acuerdo con el que Boiron negó haber cometido algún delito. Como parte del acuerdo, Boiron pactó realizar cambios específicos a su publicidad, incluido agregar a su empaque notas como "Estos 'Usos' no han sido evaluados por la Food and Drug Administration" y "C, K, CK y X son diluciones homeopáticas".
En 2011 el bloguero italiano Samuele Riva escribió una entrada sobre lo desaconsejable de la homeopatía, usando imágenes de los productos de mayor venta de Boiron. La compañía envió una carta al proveedor de internet del blog, pero el resultado fue una reacción pública en favor de la libertad de expresión.